# 4083 Джоді
4083 Джоді (4083 Jody) — астероїд головного поясу, відкритий 12 лютого 1985 року.
Тіссеранів параметр щодо Юпітера — 3,355.